# Herbert Hoffmann (Archäologe)
Herbert Hoffmann (* 3. April 1930 in Eisenstadt; † 9. August 2012 in der Toskana) war ein amerikanischer Klassischer Archäologe österreichischer Abstammung.

## Leben
Hoffmann wuchs in einem großbürgerlichen Milieu auf. 1938 emigrierte die Familie in die USA. Angeregt durch George Hanfmann, dem Ausgräber von Sardes, studierte er Klassische Archäologie an der Harvard-University.
Es folgten Anstellungen an verschiedenen renommierten Museen. Am Museum of Fine Arts in Boston wurde er Opfer einer Intrige um den Diebstahl eines Ohrgehänges,  eines der berühmtesten Kleinodien des Museums. Der wirkliche Dieb wurde gefasst und Hoffmann verließ die USA. Er wurde Leiter der Antikensammlung des Museums für Kunst und Gewerbe in Hamburg.
1972 verlegte er mit seiner Frau Ursula Corleis seinen Wohnsitz nach Radda in Chianti in der Toskana.

## Schriften (Auswahl)
- Attic red-figured Rhyta. Zabern, Mainz 1962.
- Antiker Gold- und Silberschmuck. Katalog mit Untersuchung der Objekte auf technischer Grundlage. Museum für Kunst und Gewerbe Hamburg – bearbeitet von Herbert Hoffmann und Vera von Claer. Philipp von Zabern, Mainz 1968.
- Sexual and asexual Pursuit. A structuralist Approach to Greek Vase Painting. Royal Anthropological Institute of Great Britain and Ireland, London 1977.
- Divergent archaeology. Rutzen, Ruhpolding, Mainz. 2007. ISBN 978-3-938646-12-0 (Gesammelte Aufsätze, Inhaltsverzeichnis).[1]